# Praprotno
Praprotno – wieś w Słowenii, w gminie Škofja Loka. W 2018 roku liczyła 127 mieszkańców.